# Lagunas de colores
Le lagunas de colores (lagune dei colori), sono una serie di laghetti salmastri caratterizzati da una intensa colorazione e situati nella Cordigliera delle Ande, nel sudovest della Bolivia, all'interno della Riserva nazionale di fauna andina Eduardo Avaroa.
Tra quelle più caratteristiche, sono da segnalare:
- Laguna Colorada
- Laguna Verde
- Laguna Celeste
- Laguna Blanca

Questi laghi possono assumere colorazioni che vanno dal verde scuro al bianco, passando per il celeste e il blu.

## Galleria d'immagini

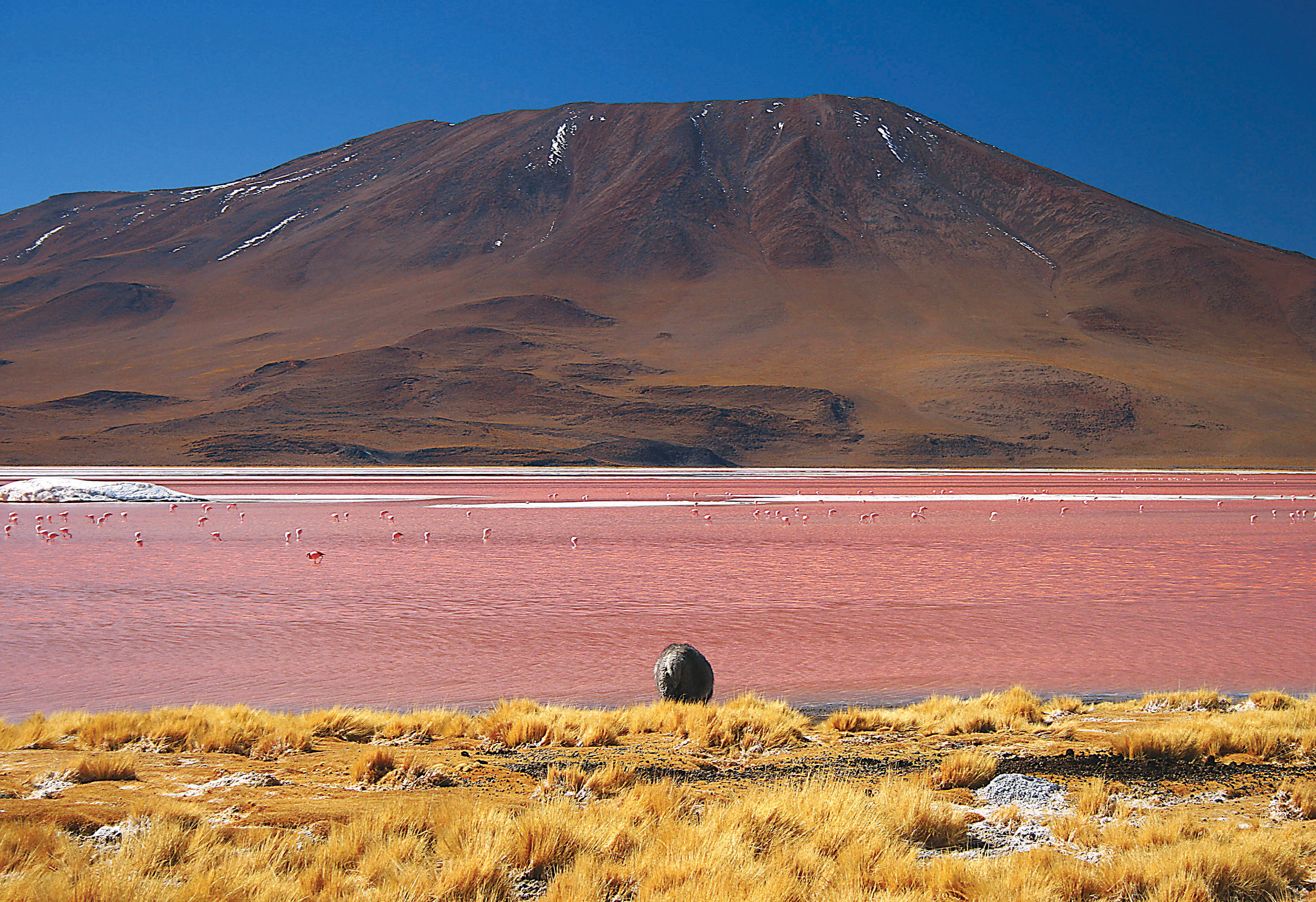
Laguna Colorada
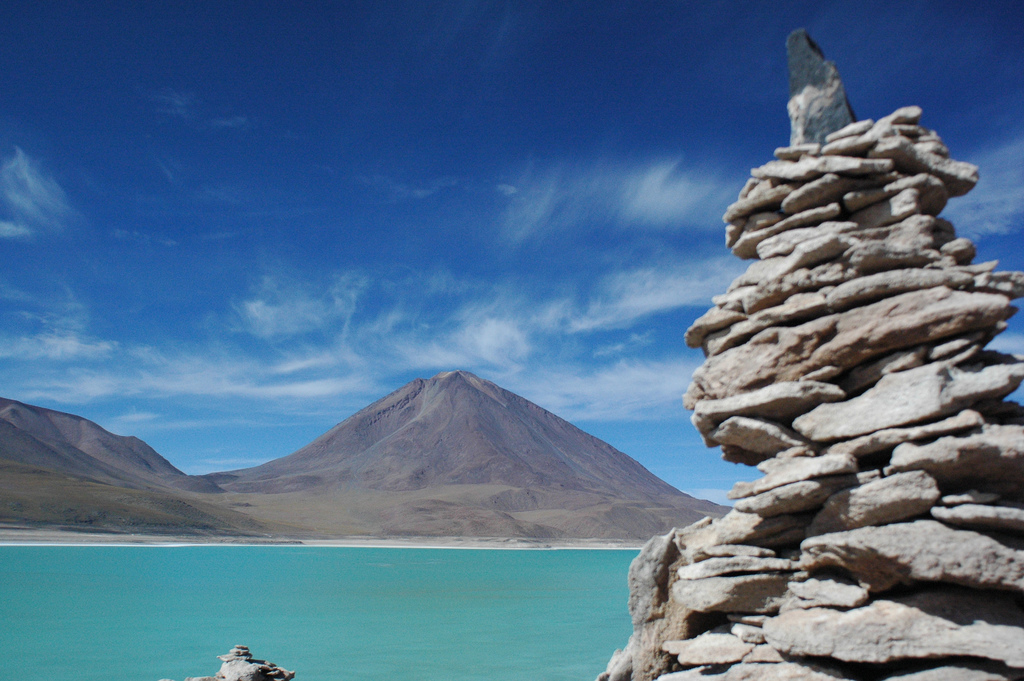
Laguna Verde
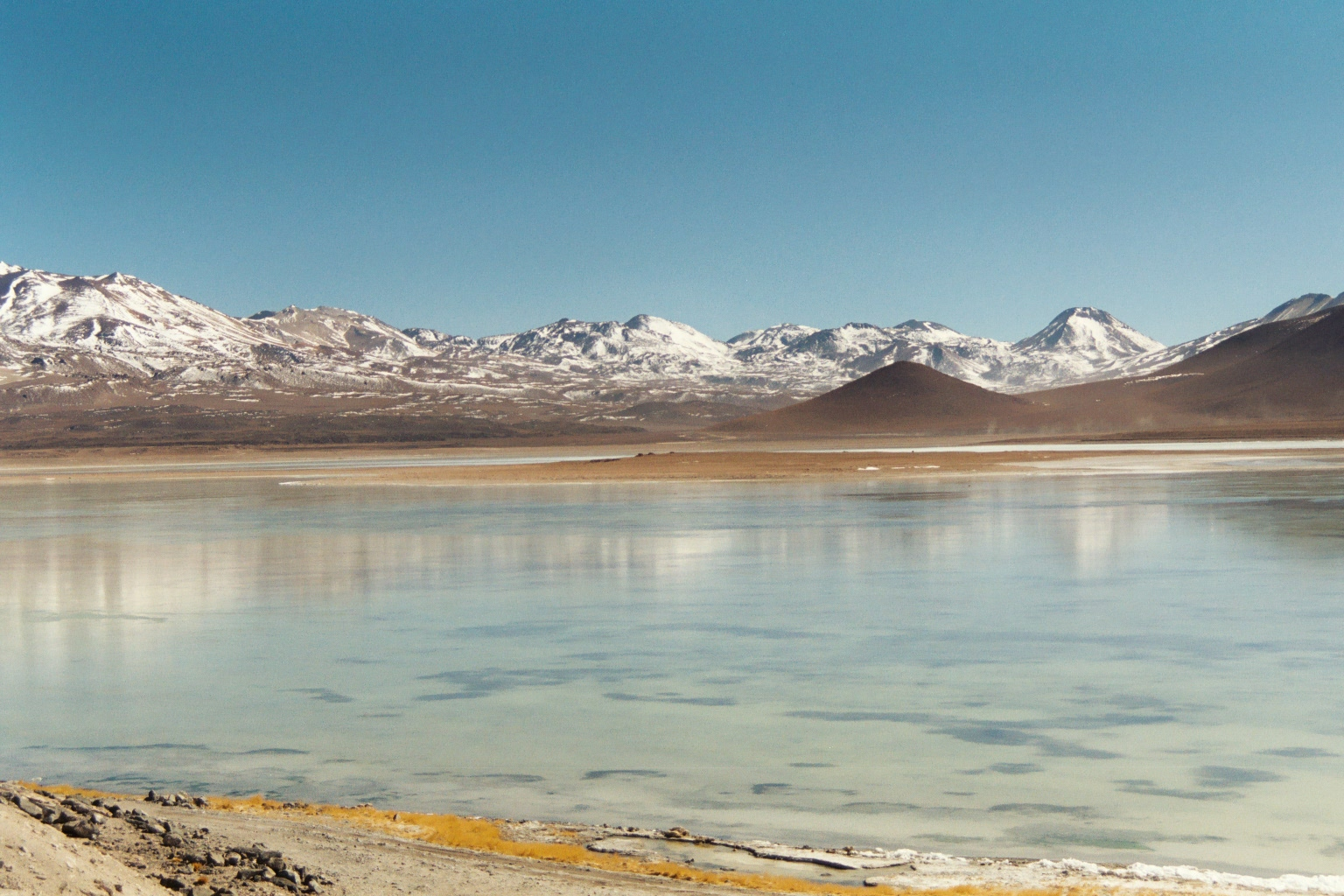
Laguna Blanca
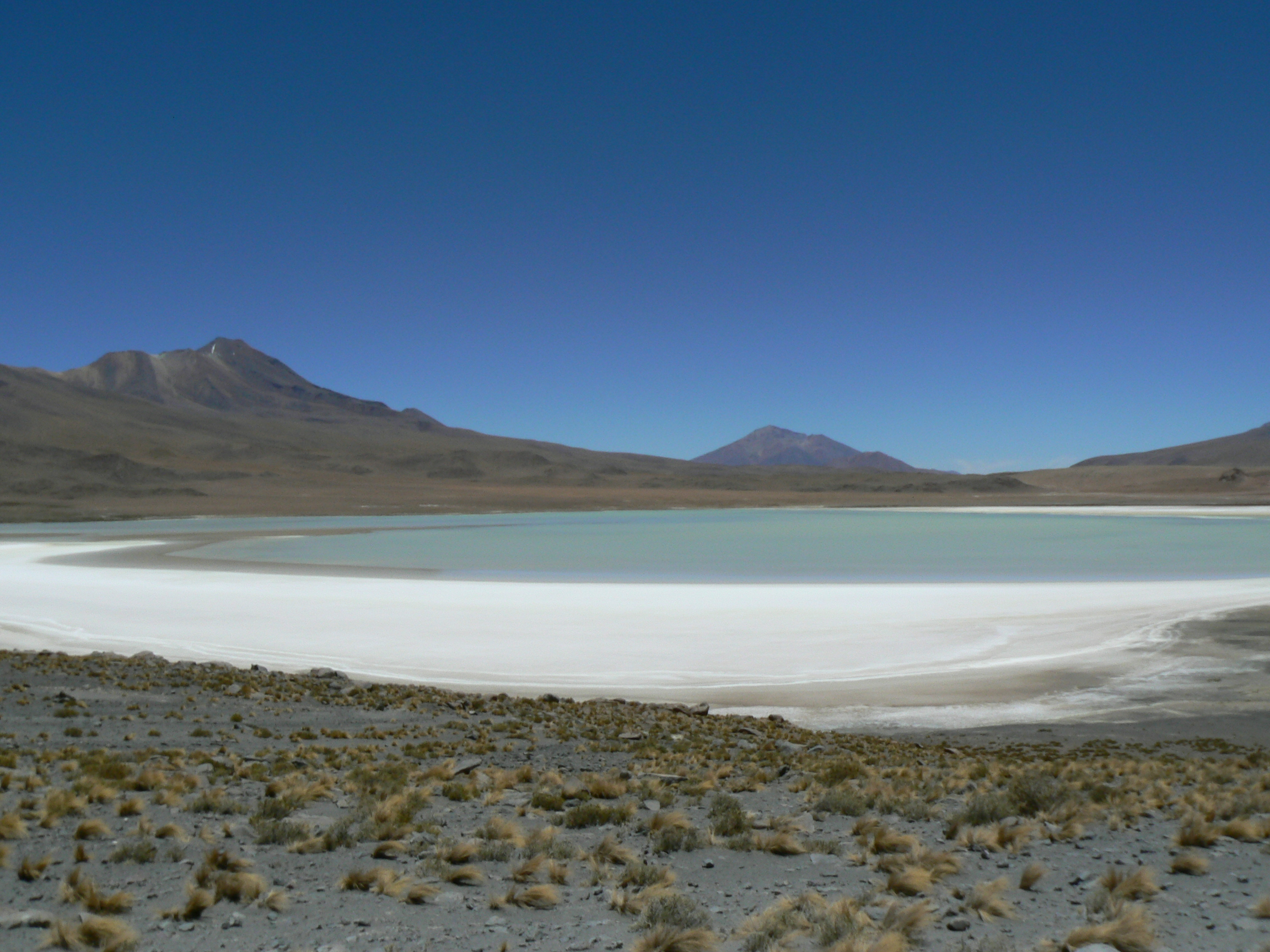
Laguna Hedionda